# Ковальчук Юрій Анатолійович
Ю́рій Анато́лійович Ковальчу́к (нар. 4 березня 1969 — пом. 31 січня 2015) — старший сержант Збройних сил України, учасник російсько-української війни.

## Життєпис
Народився 4 березня 1969 року в селі Малий Скнит (Славутський район Хмельницька область).
Заступник командира БМП 30-ї окремої механізованої бригади.
Загинув 31 січня 2015 року поблизу селища Чорнухине (Попаснянський район Луганська область), згорівши в БМП. Впізнаний за експертизою ДНК.
Похований 27 вересня 2015 року в рідному селі.

## Нагороди та вшанування
- Указом Президента України № 98/2018 від 6 квітня 2018 року, «за особисту мужність і самовіддані дії, виявлені у захисті державного суверенітету та територіальної цілісності України, зразкове виконання військового обов'язку», нагороджений орденом «За мужність» III ступеня (посмертно)[1]
- Вшановується в меморіальному комплексі «Зала пам'яті», в щоденному ранковому церемоніалі 31 січня[2][3].